# Antonio Aakeel
Antonio Aakeel es un actor inglés, conocido por su papel principal en la película de comedia de 2018 Eaten by Lions, por la que fue nombrado Estrella Internacional del Mañana por Screen Daily. También apareció en Tomb Raider y en la serie ganadora del premio BAFTA Three Girls. 

## Primeros años de vida
Antonio Aakeel nació en Wolverhampton, Inglaterra, y se mudó por West Midlands cuando era niño.  Se inspiró para dedicarse a la actuación después de que le dieran un papel de una sola línea en una obra de Navidad escolar y, posteriormente, comenzó a actuar en el teatro local.  Habla punjabi e hindi. 

## Carrera

### Cine
Aakeel obtuvo su primer papel protagónico en la película Eaten by Lions como Omar, un joven en busca de su padre distanciado. La película tuvo un amplio estreno cinematográfico en abril de 2019 y también fue protagonizada por los comediantes Johnny Vegas, Jack Carroll y Asim Chaudhry. 
Screen Daily anunció que Aakeel protagonizará el primer largometraje de Abid Khan, Granada Nights, como Ben, un turista británico desconsolado en un viaje de hedonismo y descubrimiento en Granada, España. 
Apareció junto a la ganadora del Oscar Alicia Vikander en el reinicio de Tomb Raider de Warner Bros. de 2018, dirigido por Roar Uthaug. 
En 2016, Aakeel fue elegido junto a Riz Ahmed y Billie Piper para el thriller policial londinense City of Tiny Lights, dirigido por el ganador del BAFTA Pete Travis.  La película tuvo su estreno mundial en el Festival Internacional de Cine de Toronto de 2016 y se estrenó en los cines del Reino Unido en abril de 2017. 
Más tarde ese año, Aakeel consiguió un papel secundario en The Hungry, la adaptación contemporánea de Film London de Titus Andronicus de Shakespeare, interpretando al hermano con problemas de Suraj Sharma de Life of Pi.  La película se estrenó bajo presentaciones especiales en el Festival Internacional de Cine de Toronto de 2017. 
En 2015, apareció como Raza en el largometraje The Contract, escrito por David Marconi y dirigido por Nic Auerbach.
Aakeel interpretó a Nasir Baloch en el cortometraje político The Line of Freedom, dirigido por David Whitney. La película cuenta la historia real de un activista por los derechos estudiantiles asesinado y se estrenó en el Festival Internacional de Cine de Dubai.  Tras su estreno, la película generó inmediatamente controversia y posteriormente fue prohibida en Pakistán. 

### Televisión
Aakeel obtuvo su primer papel televisivo en la serie E4 Skins.  Luego protagonizó un episodio de Moving On de BBC One, interpretando a Mati, un joven refugiado cuyo permiso de residencia es revocado cuando cumple dieciocho años. Dirigido por Reece Dinsdale, el episodio ganó el premio "Mejor programa diurno" en los premios Royal Television Society Awards en 2018. 
En mayo de 2017, apareció en el drama de tres partes ganador del BAFTA de BBC One, Three Girls, dirigido por Philippa Lowthorpe.  En 2019, Aakeel apareció en dos episodios de la serie dramática de Channel 4 Ackley Bridge como Anwar Wazir.  Más tarde ese año, Aakeel comenzó a interpretar el papel recurrente de Rafael Hyland en la serie de suspenso de BBC One Dublin Murders. 

### Videojuegos
Aakeel obtuvo su primer papel en un videojuego en Immortals of Aveum como Devyn.

### Teatro
Aakeel fue elegido para el papel principal en la adaptación teatral de Guantánamo Boy. La obra se representó en el Half Moon Theatre y realizó giras nacionales en Middle Temple Hall, Almeida Theatre, The Hat Factory, Mercury Theatre, Burnley Youth Theatre y The Drum Theatre.  Susan Elkin, de The Stage, escribió que Aakeel "es genial como el angustiado, afligido y aterrorizado Khalid. La espiral descendente seguida por el regreso final de un niño dañado de por vida a Rochdale también está bien manejada. Tiene un rostro muy expresivo". 
En 2015, interpretó el papel principal de Artie en Waiting for Garbo en el Crescent Theatre como parte del Festival de Teatro de Birmingham. Love Midlands Theatre reseñó la actuación y comentó que su "representación de un neoyorquino impetuoso que se desmorona es absolutamente convincente". 
Antonio también ha actuado localmente con la compañía de teatro Round Midnight, con sede en Midlands. 

## Filmografía
| † | Indica proyectos que aún no han sido publicados |

### Películas
| Año  | Película                     | Personaje        | Notas                            | Ref.   |
| ---- | ---------------------------- | ---------------- | -------------------------------- | ------ |
| 2012 | Duty of Care                 | Rashid           | Cortometraje                     | [ 23 ] |
| 2013 | Dry the River                | Boy              | Cortometraje; Solo como director | [ 24 ] |
| 2013 | The Line of Freedom          | Nasir Baloch     |                                  | [ 25 ] |
| 2013 | Kick About                   | Ben              | Cortometraje                     | [ 26 ] |
| 2016 | The Contract                 | Raza             |                                  | [ 27 ] |
| 2016 | Guilty Pleasures             | Imi              | Película para la televisión      | [ 28 ] |
| 2016 | City of Tiny Lights          | Young Lovely     |                                  | [ 29 ] |
| 2017 | The Hungry                   | Chirag Joshi     |                                  | [ 30 ] |
| 2018 | Tomb Raider                  | Nitin            |                                  | [ 7 ]  |
| 2018 | Christmas at the Palace      | Clerk            | Película para la televisión      | [ 31 ] |
| 2019 | Eaten by Lions               | Omar             |                                  | [ 32 ] |
| 2019 | Badla                        | Sunny Singh Toor |                                  | [ 33 ] |
| 2019 | White Girl                   |                  | Cortometraje                     | [ 34 ] |
| 2021 | Granada Nights               | Ben              |                                  | [ 35 ] |
| 2022 | I Came By                    | Faisal           |                                  | [ 36 ] |
| 2023 | Footprints on Water          | Rehan            |                                  | [ 37 ] |
| 2023 | In Camera                    | Actor            |                                  | [ 38 ] |
| 2023 | All the Lights Still Burning | Musa             | Cortometraje                     | [ 39 ] |
| 2023 | Sahela                       | Vir Oza          |                                  | [ 40 ] |
| 2024 | Let It Flow                  | Anwar            | Cortometraje                     | [ 41 ] |

### Televisión
| Año  | Título                        | Personaje           | Notas                             | Ref.   |
| ---- | ----------------------------- | ------------------- | --------------------------------- | ------ |
| 2009 | Skins                         | Shop Security       | Episodio: "Katie and Emily"       | [ 42 ] |
| 2014 | Doctors                       | Aasim Masood        | Episodio: "Redirect the Heart"    | [ 43 ] |
| 2016 | Moving On                     | Mati                | Episodio: "Eighteen"              | [ 44 ] |
| 2016 | Doctors                       | Mark 'Stotty' Stott | Episodio: "Life Unexpected"       | [ 45 ] |
| 2017 | Three Girls                   | Immy                | Miniseries; 3 episodios           | [ 46 ] |
| 2017 | Man Like Mobeen               | Shahid              | Personaje recurrente; 2 episodios | [ 47 ] |
| 2019 | Almost Never                  | Frankie             | Episodio: "The Ice Cream"         | [ 48 ] |
| 2019 | Ackley Bridge                 | Anwar Wazir         | Personaje recurrente; 2 episodios | [ 49 ] |
| 2019 | Dublin Murders                | Rafe Lahiri         | Personaje recurrente; 4 episodios | [ 50 ] |
| 2021 | Octonauts: Above &amp; Beyond | Paani               | Series regular; Voice role        | [ 51 ] |
| 2022 | Slow Horses                   | Hassan Ahmed        | Personaje recurrente; 6 episodios | [ 52 ] |
| TBA  | Sherlock & Daughter †         | Swann               | Postproducción                    | [ 53 ] |
| TBA  | Too Much †                    | Raven               | Postproducción                    | [ 54 ] |